# Lovers in the City
Lovers in the City è un album in studio della cantante britannica Tanita Tikaram, pubblicato nel 1995.

## Tracce
1. I Might Be Crying
2. Bloodlines
3. Feeding the Witches
4. Happy Taxi
5. My Love Tonight
6. Lovers in the City
7. Yodelling Song
8. Wonderful Shadow
9. Women Who Cheat on the World
10. Leaving the Party